# Eusphaeropeltis krikkeni
Eusphaeropeltis krikkeni är en skalbaggsart som beskrevs av Renaud Maurice Adrien Paulian 1978. Eusphaeropeltis krikkeni ingår i släktet Eusphaeropeltis och familjen Hybosoridae. Inga underarter finns listade i Catalogue of Life.